# Mariano Morales Corona

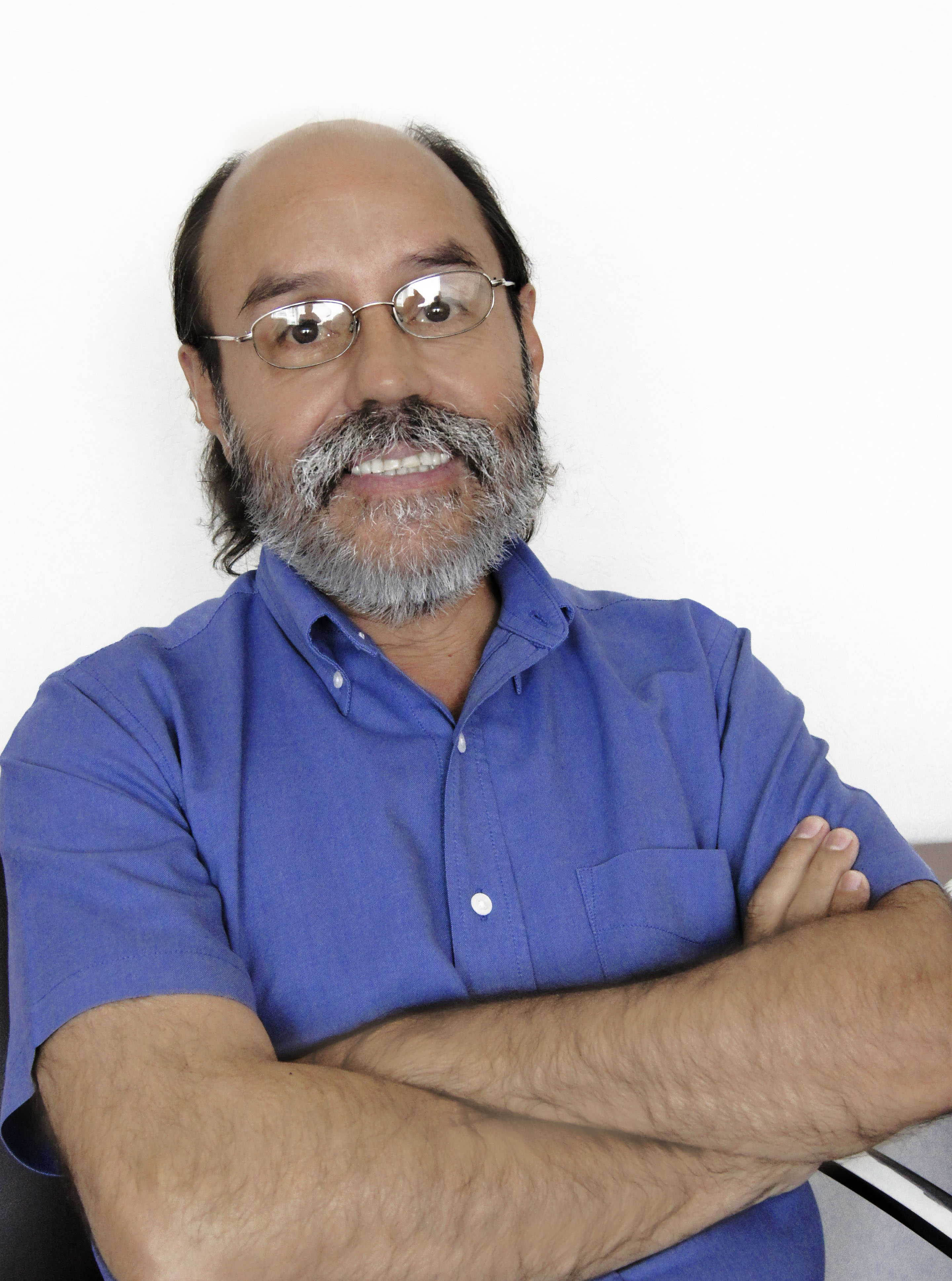
Mariano Morales Corona

Mariano Morales Corona es un escritor y periodista nacido en Hidalgo y avecindado en Puebla desde 1979. Premio Nacional de Periodismo "Francisco Zarco" (1998).

## Biografía
Nacido el 23 de febrero de 1955 en Apan, Hidalgo, México. Estudió la carrera de Física en la facultad de ciencias de la UNAM de 1973 a 1978 sin titularse, y ya desde ese entonces mostró un profundo interés por las humanidades pues cursó materias de Filosofía en la misma universidad. Fue militante activo del movimiento estudiantil universitario. Trabajó escribiendo una columna para un suplemento cultural llamado "El Gallo Ilustrado" del periódico El Día. 
Ya en Puebla fue encargado de la publicación de un periódico quincenal llamado Extensión Informa para el departamento de difusión cultural de la Universidad Autónoma de Puebla, más tarde, en 1980, a petición de Javier Mena llega a la naciente Escuela de Antropología, dentro de la Facultad de Filosofía y Letras de la misma universidad, para impartir al lado de su maestro, el mismo Javier Mena, unos cursos con duración de dos años sobre las teorías de Antonio Gramsci y su aplicación a la formación económico-social de México.
Al dejar la Escuela de Antropología, con la convicción de abandonar la “Academia” y tomar el camino de la Literatura y el periodismo como modo de subsistencia, asistió al Taller de Literatura que impartía Miguel Donoso Pareja y, después, David Ojeda, "fundamentales en mi formación como escritor", comenta el autor. Organizó, por parte de la Universidad Autónoma de Puebla: el “II Encuentro de Jóvenes Escritores” (1982; publicado en el libro Memorias, UNAM 1983) junto con la UNAM y el INBA; el Encuentro Nacional de Poetas (1983), junto con la UNAM y el INBA. Y las Primeras y Segundas Jornadas: “Las Mujeres y la Literatura”, conjuntamente con la UNAM y la UAM, cuyos trabajos presentados, tanto ponencias como de creación, fueron publicados en Por la literatura: mujeres y escritura en México, UAP 1992, libro muy importante en los albores de un feminismo contemporáneo en México, bajo su coordinación.
Fue también director de Crítica, revista de la Universidad Autónoma de Puebla de 1988 a 1993. Editor fundador de la revista Encuentro, y editor fundador de la revista de ciencias Elementos (1986-89). En 1990 se vuelve editor fundador del diario La Jornada de Oriente.  Director fundador de los diarios Síntesis de Puebla (1992), Tlaxcala (1992) e Hidalgo (1999), hasta 2011. Organizó y asistió a diversos Talleres de Periodismo y Radiodifusión con gente como: Víctor Roura, Lorenzo León Díez y Paco Ignacio Taibo 2. Ha dado clases y conferencias en diversas universidades poblanas y fuera de Puebla, como la UNAM; la BUAP, la Ibero, la Udlap. Ha asistido a Congresos de periodismo y/o de literatura en diversos países de América y en España.
En Italia, Signum edizioni d’arte le publicó el poemario Día de muertos en 2008, y la Fondazione Zanetto lo incluyó en la Antología Alfabeto Animale (2011).
En las “Décimas Jornadas Internacionales de Poesía Latinoamericana”, “Poetas contemporáneos de Puebla”, en el marco del 50 aniversario de la fundación de la Facultad de Filosofía y Letras de la Benemérita Universidad Autónoma de Puebla” (junio 4 y 5 de 2015), fue uno de los cinco poetas elegidos para ser estudiados, por ese hecho, le fue otorgado el diploma de “Poblano Distinguido”, mismo que ya se le había obsequiado en 2006 con motivo del 475 Aniversario de la Fundación de la Ciudad de Puebla.
Su obra ha sido comentada o presentada por autores como Carlos Monsiváis, Federico Silva, Miguel Donoso Pareja, Raúl Dorra, José de Jesús Sampedro, David Ojeda, Ignacio Betancurt, entre otros. Su libro Locutopía (1990 publicado por las universidades autónomas de Zacatecas y de Sinaloa y la editorial Alebrije) ha sido citado en dos excelentes trabajos sobre la historia de la música en México: La contracultura en México, de José Agustín y El Jazz en México, de Alain Derbez.
Ha sido también Jurado del Premio Nacional de Literatura 2018, seleccionador y tutor de los becarios nacionales del FONCA, “Jóvenes Creadores” 2014-2015 y 2015-2016 y presidente del Jurado del Premio Nacional de poesía “Ramón López Velarde”, otorgado por la Universidad Autónoma de Zacatecas en 2014.
Ganó el primer lugar del Concurso de poesía: “El reclamo poético” por su poema: “Etcétera”, convocado por la Alianza Francesa de Puebla en 2016, con motivo de los 100 años del natalicio de André Bretón.
También ha organizado y curado exposiciones de artistas plásticos tan influyentes como el escultor Federico Silva, el cineasta Rafael Corkhidi, la grabadora Patricia Mosqueira, los pintores José Villalobos y José Lazcarro, entre otros. Trabajos que pueden verse en los libros: Imposible detener, investigación sobre la pintura poblana en los últimos 30 años (2009) y Poética de la imagen. Diálogos con la pintura (2016).

### Colaboraciones
- De claro en Claro, Poemas sobre el Quijote, Ed. Educación y cultura, Puebla 2005.[5]

En este juego que los creadores le hacen al mundo, los cuatrocientos años del Quijote vienen que ni pintados para reunirse y celebrar, en esta edición conmemorativa - empresa auspiciada por la amistad, la complicidad, los secretos y los delirios de quienes creen en la existencia de la "otra orilla" lugar donde la creación (o el poder de crear) incluye las peligrosas fórmulas de la risa, la sátira y la ironía - sus encuentros con el Quijote y sus insurrecciones. La reunión fraterna de trabajos resulta entonces y al mismo tiempo una oportunidad de conversar alrededor de los pasajes más cercanos al corazón o a la temática preferida de cada escritor.
- "Insólitos y ufanos", antología de cuentos; "De párbulas bocas",cuentos sobre Lolitas; "Ala impar", antología de poesía; "Puebla, una literatura del dolor: 1610-1994", antología poética, etcétera.

### Arte
- Textos en catálogos y revistas para diversas presentaciones pictóricas como: Seis Pintores Seis (presentada en los Angeles, California, EU).
- Presentación del libro Federico Silva.[6]
- Presentación de carpeta de grabados de José Villalobos (1998).
- Presentación catálogo de grabados de José Bayro (1997).
- Poemas para una piedra, y Verde es el color; carpetas de poesía y grabados, junto con los miembros del taller de Diseño Gráfico de la BUAP (1986).

## Música

#### Siete Pecados y tú mi capital
Es un álbum que contiene los textos del poeta Mariano Morales, que abordan el tema bíblico del pecado. Interpretados por Adrián Romero, Kin Nini, que recurre a la música tradicional mexicana para fusionarla con estructuras melódicas contemporáneas, que van del rock progresivo a armonías experimentales.

#### Imagina: Homenaje a John Lennon
Imagina es un disco colaborativo de autores Mexicanos,  fue lanzado el 8 de diciembre de 2001, la presentación quedó a manos del Sr. Mariano Morales, la coordinación musical del disco fue hecha por Carlos Arellano.

## Actualidad
Desde 2014 a la fecha, dirige el proyecto educativo y editorial: Educación por la Experiencia. Forma parte del Consejo Editorial de la Revista Dosfilos que se edita en Zacatecas, Zac. Coordina el Taller de Creación Literaria de la Universidad del Arte (UNARTE), misma que le otorgó el título de “Maestría por mérito propio”.

## Obras

### Obras de Autor

#### Poesía
- Apropiación de lo concreto, 1982, Praxis/Dosfilos, Universidad Autónoma de Zacatecas.
- Bajo el agua (bonus track), 1985, Ducere S.A. de C.V.
- En blanco, 2001, Ejemplar y edición de autor.
- Jueves, para guardar al amor de la ausencia de mañana, 2005, BUAP.
- Día de muertos, 2008, signum edizioni d´arte.
- Siete Pecados y tú mi capital, 2012, El Errante Editor.
- Botella a la mar, 2017, Ediciones del Ermitaño.

#### Ensayo
- Locutopía: Crónica, poesía y música del rock, 1989, Alebrije.
- Imposible detener, una investigación sobre la pintura poblana en los últimos 30 años, 2009, BUAP/Síntesis.
- Poética de la Imagen: Diálogos con la pintura, 2016, BUAP.

#### Cuento
- El fin y otras historias, 1995, Plaza y Valdés editores

#### Literatura infantil
- Títeres, los hilos, nosotros, 2004, LunArena.
- Chalcatzingo, el hijo del granicero, 2008, Ediciones de Educación y cultura
- El tino de Rupertino, 2008, Ediciones de Educación y cultura.
- Mundo Bola, 2012, Ediciones de Educación y cultura.

### Colaboraciones y antologías
- Donde el Árbol deja a sus hijos Nómades, 1981, UNAM/Punto de partida.
- MEMORIAS. Segundo encuentro Nacional de jóvenes Escritores, 1983, UNAM/UAP/Kromo Lithio.
- Puebla, una literatura del dolor: 1610-1994, 1995, Secretaría de Cultura.
- Antología de narradores de Puebla, 2002, Síntesis/BUAP/Itaca.
- Ala impar. Dos décadas de poesía en Puebla, 2004, BUAP, Colecciones*Asteriscos.
- Del claro en claro... Poemas sobre el Quijote, 2005, Ediciones de Educación y cultura.
- De párvulas bocas. Cuentos sobre Lolitas, 2005, BUAP/Siena, Colecciones*Asteriscos.
- Insólitos y ufanos: Antología del cuento en Puebla 1990-2001, 2006, BUAP, Colecciones*Asteriscos.
- Autorregulación periodística y Defensoría del lector, 2008, Fundación para la libertad de expresión/BUAP.
- Compromiso con la libertad de expresión, 2010, UNAM-BUAP, Fundación para la libertad de expresión.
- Alfabeto Animale (Italia, 2011)
- Atlixco, la palabra escrita en el agua, 2012, SOAPAMA.
- Palabras a: Miguel Ángel Granados Chapa, 2012, Fundación para la libertad de expresión.

### Coordinador
- El impacto de la educación socio-emocional en los alumnos, 2017, Editorial Nahuatl.
- Taller: Recientes letras de Puebla, 2007, 3er Milenio/BUAP.
- Paso dado…El año en que vivimos en portadas, 1993, Síntesis.
- Por la literatura: Mujeres y escritura en México, 1992, BUAP.
- Curso de la filosofía de la física, Tomás Brody, 1992, BUAP.